# Giuseppe Arena
Giuseppe Arena (Málta, 1707. vagy 1713. – Nápoly, 1784. november 6.) olasz zeneszerző és orgonista volt, leginkább operáiról ismerték.
Giuseppe Arena 1707-ben vagy 1713-ban születhetett Máltán, 1725-től a Poveri di Gesù zenei konzervatóriumban tanult, ahol tanárai között volt Gaetano Greco és utódja, Francesco Durante. Giovanni Battista Pergolesi is 1725-ben kezdte meg tanulmányait ugyanebben a konzervatóriumban.
Állítólag a nápolyi San Filippo Neri templom orgonistája is volt és lehetséges, hogy Bisignano hercegének dolgozott.
1738-ban Rómában mutatták be első operáját, Achille in Sciro-t, az Il vello d'orót 1740-ben és a Farnace-t 1742-ben. Más műveinek bemutatói Torinóban voltak, köztük a La clemenza di Tito 1738 decemberében és az Artaserse 1741-ben. Ugyanebben az évben volt a Titus premierje Velencében, míg Nápolyban mutatták be először 1746-ban az Il vecchio delusót. Pályafutása későbbi szakaszában főként kisebb együttesek számára komponált műveket. Írt egy értekezést is, a Principij di musica con intavolature di cembalo e partimenti-t.

## Fordítás
Ez a szócikk részben vagy egészben  a   Giuseppe Arena című angol Wikipédia-szócikk ezen változatának fordításán alapul.  Az eredeti cikk szerkesztőit annak laptörténete sorolja fel. Ez a jelzés csupán a megfogalmazás eredetét és a szerzői jogokat jelzi, nem szolgál a cikkben szereplő információk forrásmegjelöléseként.